# Praia de Aguete
Vista da Praia de Aguete.
A praia de Aguete é uma praia galega localizada no município de Marín, na província de Pontevedra, Espanha. Tem 920 metros de comprimento e está localizada na ria de Pontevedra, a 10 km de Pontevedra.

## Descrição
É uma praia de meia concha na ria de Pontevedra, perto da vila de Marín. Nas proximidades fica o porto de Aguete, onde muitos barcos estão ancorados, bem como a marina de Aguete e o Clube Real do Mar de Aguete. A areia é dourada e a praia está protegida dos ventos, com águas calmas e adequadas para a prática de desportos aquáticos: esqui aquático, vela, veículo aquático pessoal, windsurf e pedalinho.
A bandeira azul voa para lá.

## Acesso
De Pontevedra, tomar a estrada costeira PO-12 e PO-11 em direção a Marín. Em Marín, tomar a estrada PO-551 e, no final da área cercada da escola naval, a pequena estrada que leva às praias.

## Galeria de fotos

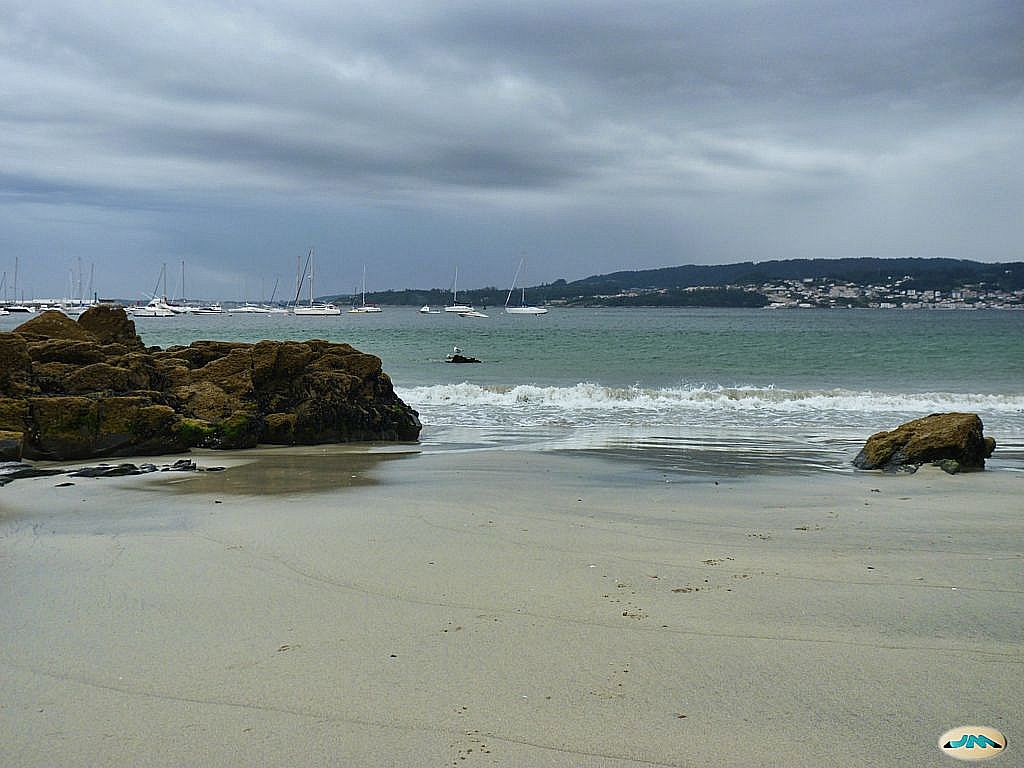
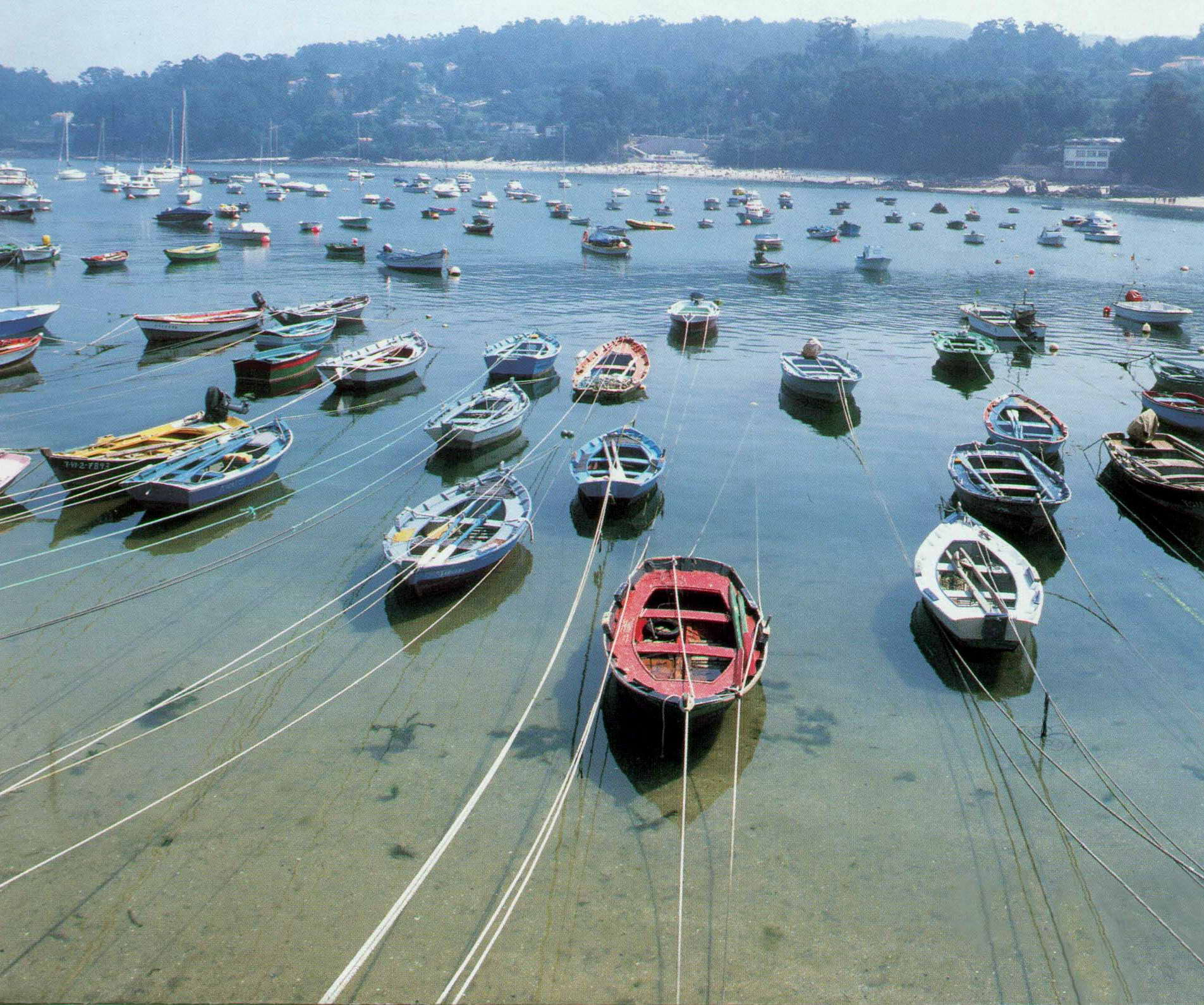
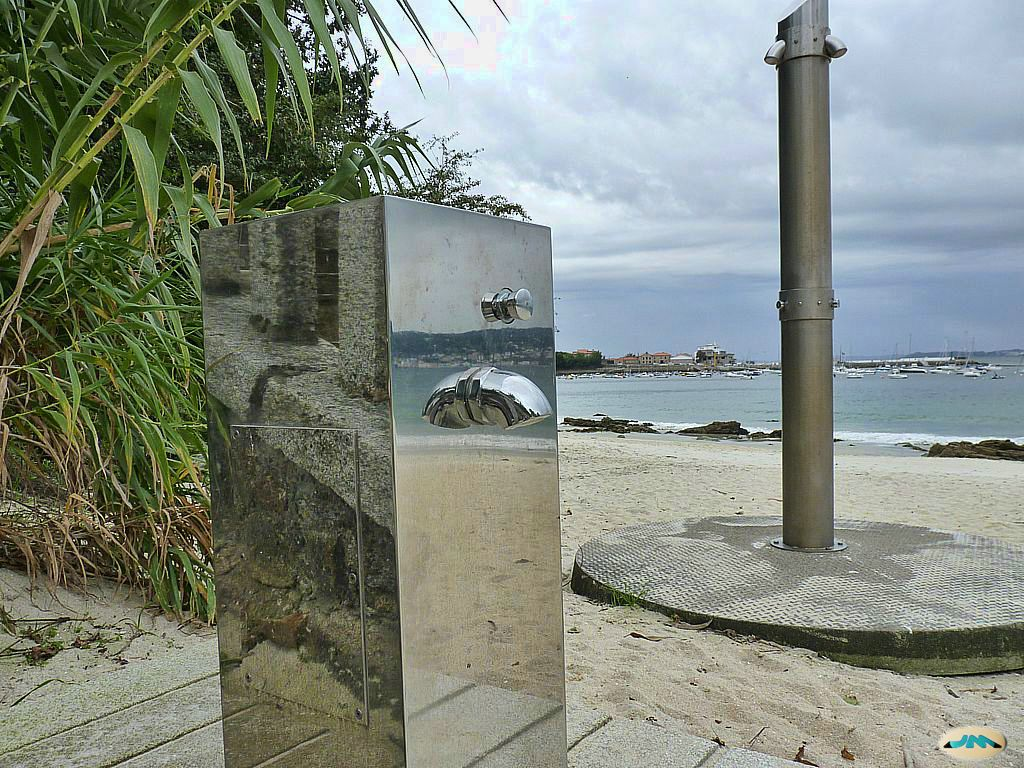
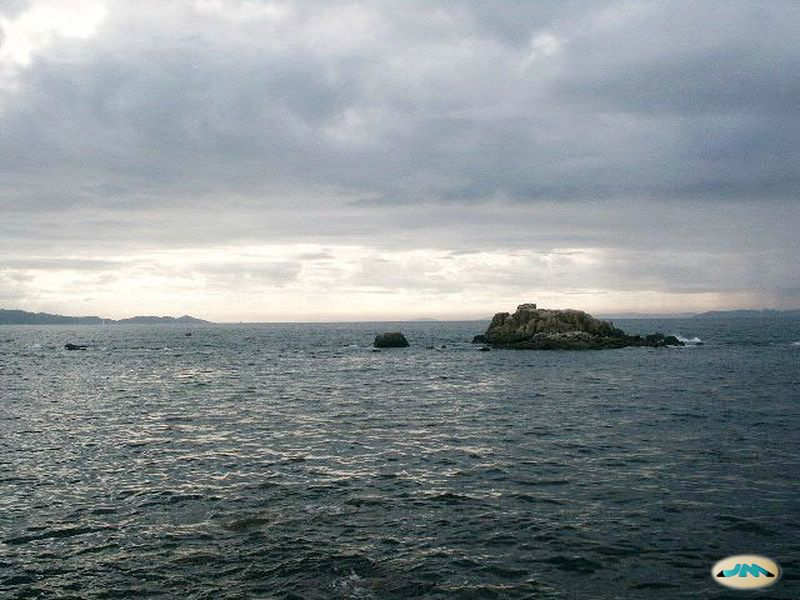
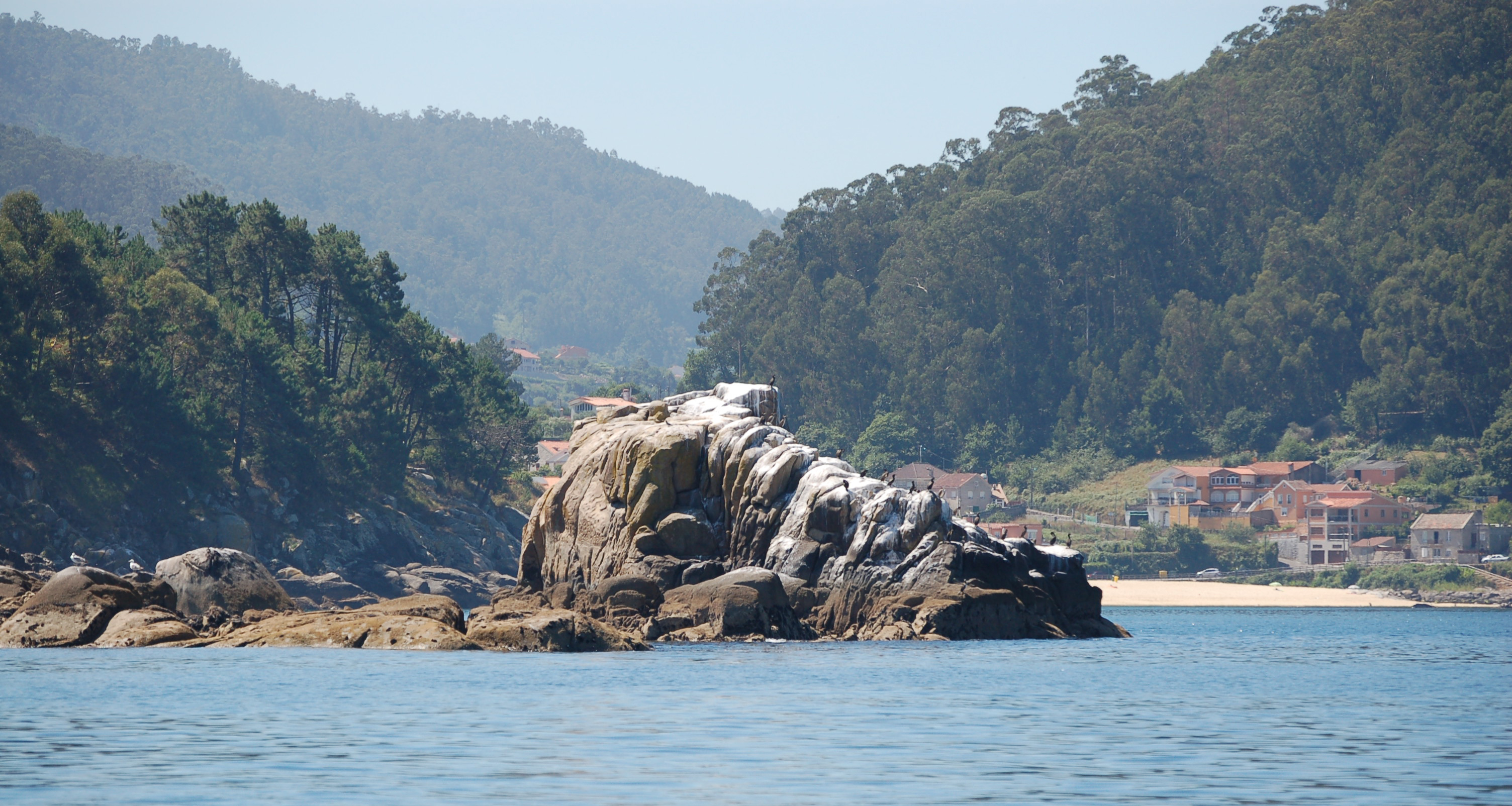

### Outros artigos
- Marín
- Ria de Pontevedra
- Rias Baixas
- Praia de Mogor
- Praia do Lérez
- Praia de Portocelo